# GJ 3379
GJ 3379或いはG 99-49は、オリオン座にある恒星である。かつては太陽系に非常に近い位置にいたことがある。

## 特徴
| 太陽 | GJ 3379   |
| ---- | --------- |
| 太陽 | Exoplanet |

GJ 3379は、太陽のごく近傍に存在する恒星の一つで、年周視差を基に計算した太陽からの距離は約17光年である。GJ 3379の見かけの等級は11.3で、肉眼で見える明るさではなく、その距離から絶対等級は12.7と見積もられる。スペクトル型はM4 Vと分類される活動的な赤色矮星で、有意なX線、極端紫外線が検出されることから、閃光星に分類されることもある。半径や質量は、太陽の2割から4分の1程度の小さい恒星で、有効温度はおよそ3,200K、光度は太陽の0.6%に過ぎない。M型主系列星は、主系列星の中では強い磁場を生成すると考えられており、GJ 3379も平均的な磁場の強さは2.5kGと見積もられている。
GJ 3379は、視線速度30km/sで太陽から遠ざかっており、現在でもかなり太陽系に近いが、過去にはもっと近い位置にあった。およそ16万年前には、太陽からの距離がわずか4.3光年の位置を通過したと推定されている。